# Interleuchina 7
L'interleuchina 7 (o IL-7) è un'interleuchina che permette la sopravvivenza, lo sviluppo e l'omeostasi dei linfociti B, dei linfociti T e delle cellule natural killer.
Il suo recettore è composto da due subunità: la catena alpha (chiamata anche CD127) e la catena gamma (CD132); quest'ultima è in comune con quella di vari altri recettori per le interleuchine (quelli per l'interleuchina 2, per l'interleuchina 4, per l'interleuchina 9 e per l'interleuchina 15. La catena alpha del recettore per IL-7 è comune anche ai recettori per la linfopoietina timica stromale (TSLP).
La proliferazione dei linfociti B e T necessita della presenza di interleuchina 7; in particolare, essa garantisce la loro sopravvivenza e svolge un ruolo cruciale per lo sviluppo e il mantenimento della memoria immunitaria da parte dei linfociti T helper.
Alcune mutazioni della catena alpha di quest'interleuchina provocano una forma di immunodeficienza combinata grave. Il blocco del recettore per l'interleuchina 7 potrebbe diminuire il rischio di rigetto in caso di trapianto d'organo.